# مایکل ورینگ
مایکل ورینگ (انگلیسی: Michael Wearing؛ ‏ ۱۲ مارس ۱۹۳۹ – ۵ مهٔ ۲۰۱۷) تهیه‌کننده تلویزیونی اهل بریتانیا بود.
از فیلم‌ها یا مجموعه‌های تلویزیونی که او در آن‌ها نقش داشته‌، می‌توان به نمایش امروز، لبه تاریکی، پرنده شکاری و میدل‌مارچ اشاره نمود.